# Flight of the Hippogriff
Flight of the Hippogriff is de naam van een aantal stalen achtbanen in attractieparken van Universal Studios. Achtbanen met deze naam staan in Universal's Islands of Adventure, Universal Studios Hollywood, Universal Studios Japan en Universal Studios Beijing.

## Thema
Deze achtbanen staan in ieder park in het themagebied van de Wizarding World of Harry Potter. De eerste achtbaan opende 29 juni 2000 in Islands of Adventure onder de naam Flying Unicorn, wat nog geen Harry Potter thema was. Deze achtbaan was later voorzien van een Harry Potter thema en net als de andere achtbanen gewijd aan de hippogrief Buckbeak.

## Technisch
De achtbanen in Islands of Adventure en Universal Studios Japan zijn afkomstig van de fabrikant Vekoma en zijn van het model Junior Coaster 335m. De achtbaan heeft een lengte van 335 meter en behaalt een topsnelheid van 45,9 km/u. De achtbaan bereikt een hoogte van 13 meter en kent geen inversies. De gehele rit duurt 1:06 minuten en wordt afgelegd in een trein waarin plaats is voor 16 personen.
De twee achtbanen in Hollywood en Peking zijn door Mack rides gefabriceerd en zijn van het model Youngstar Coaster.

## Afbeeldingen

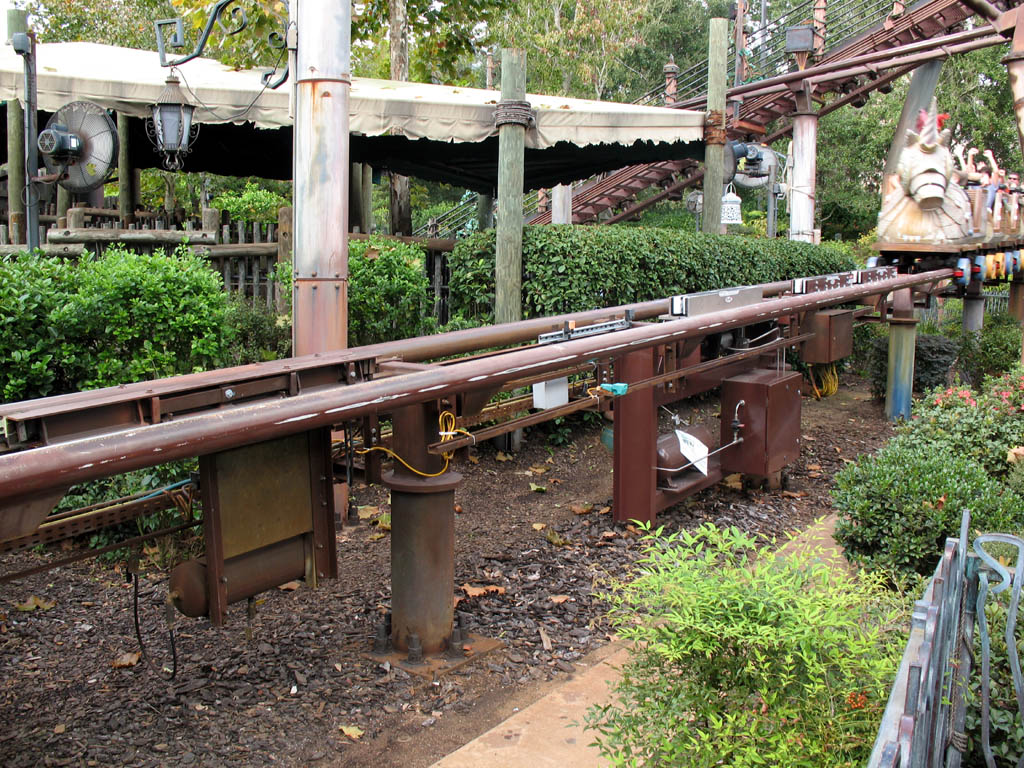
Flying Unicorn in Island of Adventure
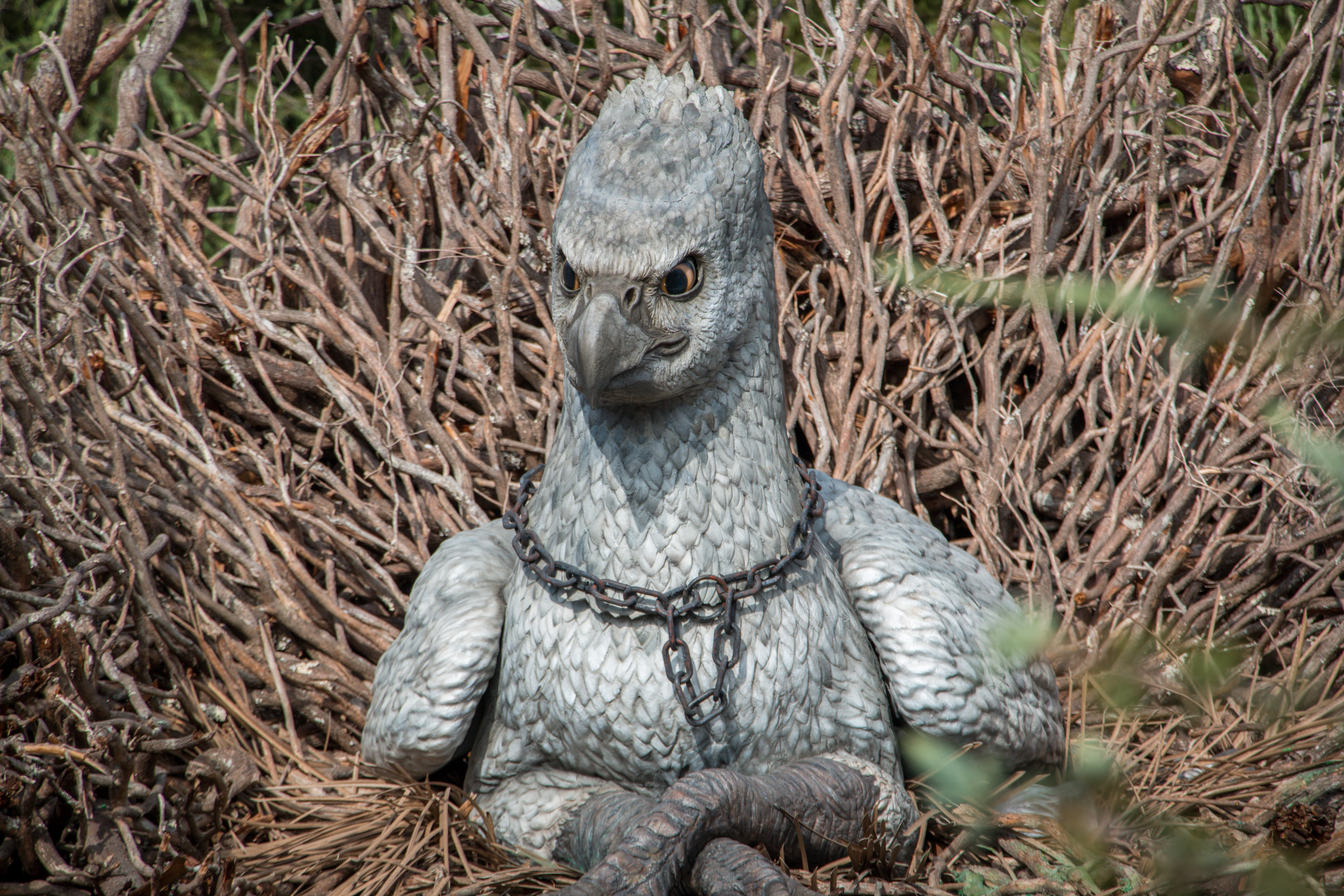
Buckbeak
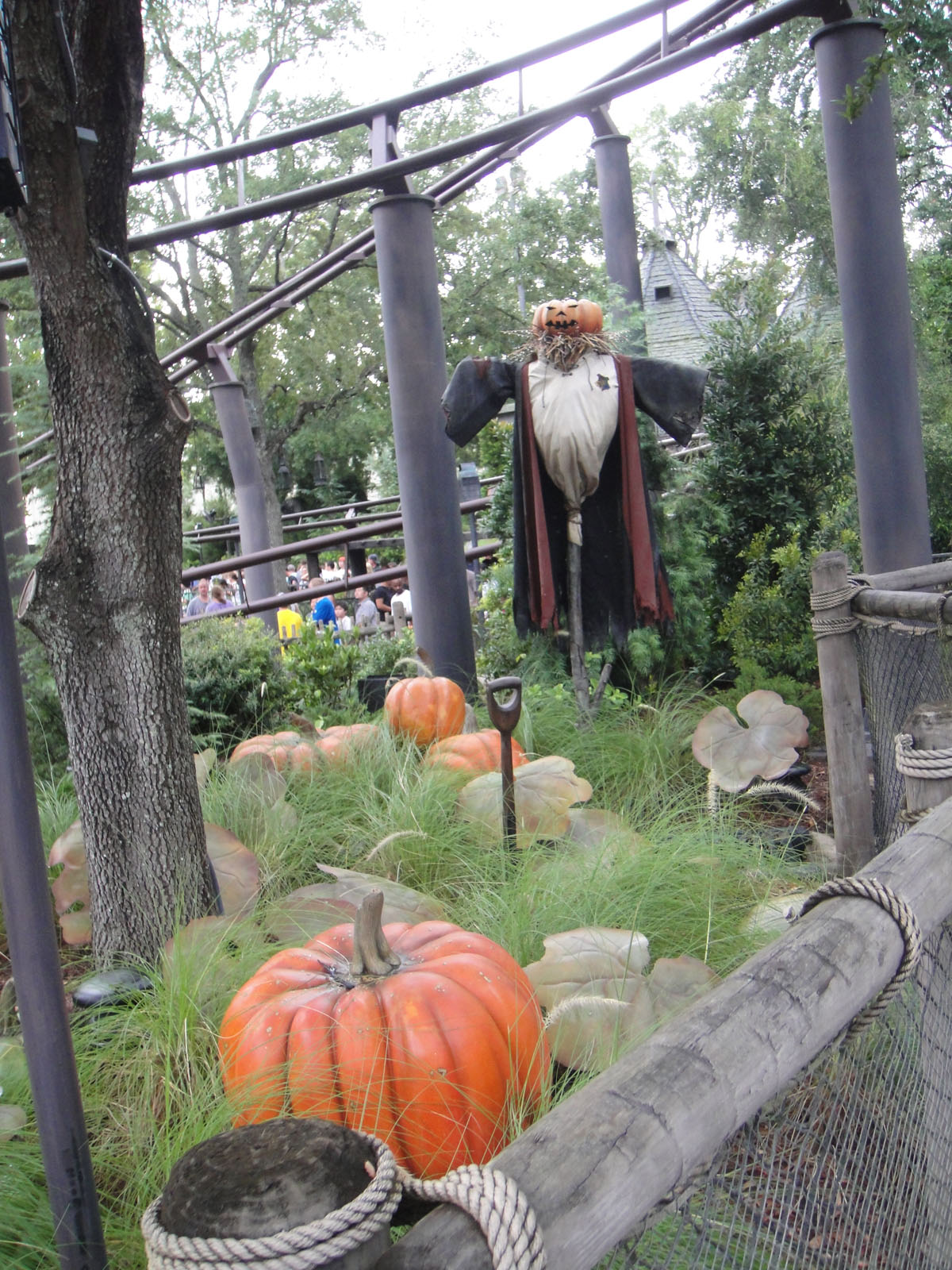